# Benjamin Hedges
Benjamin Van Doren Hedges Jr., detto Ben (8 giugno 1907 – 31 dicembre 1969), è stato un altista statunitense.

## Palmarès

### Olimpiadi
- Argento a Amsterdam 1928 nel salto in alto.